# トリスタン・ユンカー
トリスタン・ユンカー（Tristan Junker, 1991年3月14日 - ）は、ドイツ・デュセルドルフ出身のタレント、起業家であり、日本好きな外国人向けコミュニティ・Amazing Japan の共同設立者である。
現在は自身が設立した株式会社カイコクのCEOを務める。

## 来歴
5歳のときに初めて任天堂のゲーム機に触れ、日本の文化に強い憧れを持つようになる。日本の漫画やアニメに没頭し、いつか日本へ移住することを目標にするようになる。
2011年、20歳の時に東日本大震災のニュースに衝撃を受け、高校の後輩で親友のトーマス・ロッゲと2人で日本を少しでもサポートするために、Amazing Japan というコミュニティサイトを立ち上げる。デュッセルドルフで行われる、ドイツで最大の日本文化を紹介するイベント・日本デーにブースを出して参加するなど、精力的に活動を広げてきた。
2014年、ウィーン大学から1年間交換留学生として法政大学で学ぶ。留学中に、後に一緒に起業することになるメンバーと出会う。学生として移住するまでたびたび来日しており、テレビ東京の『YOUは何しに日本へ?』できゃりーぱみゅぱみゅの熱烈なファンとして取り上げられたこともある。
ドイツ語、英語、日本語を始めとする7か国語を操るマルチリンガルである。
国際オタクイベント協会 (IOEA) と日本宇宙旅行協会のメンバー。

### 起業
2017年5月、Amazing Japan, Around Akiba, Otaculture などのブランドを傘下に抱え、マルチメディアの運営を行う株式会社カイコクを立ち上げ、同社のCEOに就任した。

## 私生活
趣味で YouTuber として自身のチャンネルを運営している。
好きなアニメに『銀魂』『NARUTO -ナルト-』『ONE PIECE』『天元突破グレンラガン』などを挙げている。
好きなタレントはきゃりーぱみゅぱみゅと紗倉まな。
メディアを長年運営してきた関係で、セーラー服おじさんこと小林秀章や富野喜幸監督などの著名人と幅広い交流がある。